# Чемпионат мира по футболу 1998 (отборочный турнир)
174 страны мира подали заявки на участие в чемпионате мира по футболу 1998 года, претендуя на 32 (впервые в истории чемпионатов) места в финальном турнире.  Франция (хозяйка чемпионата) и  Бразилия (чемпион мира) получили путёвки автоматически, остальные 30 мест были разыграны в отборочном турнире, жеребьёвка которого состоялась 12 декабря 1995 года в Париже.
32 путёвки в финальный турнир чемпионата мира 1998 года были распределены по континентальным зонам:
- Европа (УЕФА): 15 мест, 1 из которых автоматически получила  Франция, а остальные 14 мест были разыграны между 49 странами.
- Южная Америка (КОНМЕБОЛ): 5 мест, 1 из которых автоматически получила  Бразилия, а остальные 4 места были разыграны между 9 странами.
- Северная, Центральная Америка и Карибы (КОНКАКАФ): 3 места, разыгранные 30 странами.
- Африка (КАФ): 5 мест, разыгранные 38 странами.
- Азия (АФК): 3,5 мест, разыгранные 36 странами. Обладатель 0,5 путёвки попадал в стыковой матч (против команды ОФК).
- Океания (ОФК): 0,5 места, разыгранные 10 странами. Обладатель 0,5 путёвки попадал в стыковой матч (против команды АФК).

168 стран мира сыграли в отборочном турнире 643 матчей, забив 1992 мяча (в среднем 2,99 мяча за матч).

## Континентальные зоны
Подробности (даты и результаты матчей, турнирные таблицы) приведены в отдельных статьях по каждой континентальной зоне:
- Европа (УЕФА)

Группа 1 —  Дания получила путёвку.  Хорватия вышла в стыковые матчи УЕФА.
Группа 2 —  Англия получила путёвку.  Италия вышла в стыковые матчи УЕФА.
Группа 3 —  Норвегия получила путёвку.  Венгрия вышла в стыковые матчи УЕФА.
Группа 4 —  Австрия получила путёвку.  Шотландия также получила путёвку, показав лучшие результаты среди команд, занявших вторые места.
Группа 5 —  Болгария получила путёвку.  Россия вышла в стыковые матчи УЕФА.
Группа 6 —  Испания получила путёвку.  Союзная Республика Югославия вышла в стыковые матчи УЕФА.
Группа 7 —  Нидерланды получили путёвку.  Бельгия вышла в стыковые матчи УЕФА.
Группа 8 —  Румыния получила путёвку.  Ирландия вышла в стыковые матчи УЕФА.
Группа 9 —  Германия получила путёвку.  Украина вышла в стыковые матчи УЕФА.
Стыковые матчи —  Хорватия,  Италия,  Бельгия и  Союзная Республика Югославия получили путёвки.
- Южная Америка (КОНМЕБОЛ)

 Аргентина,  Парагвай,  Колумбия и  Чили получили путёвки.
- Северная Америка (КОНКАКАФ)

 Мексика,  США и  Ямайка получили путёвки.
- Африка (КАФ)

Группа 1 —  Нигерия получила путёвку.
Группа 2 —  Тунис получил путёвку.
Группа 3 —  ЮАР получила путёвку.
Группа 4 —  Камерун получил путёвку.
Группа 5 —  Марокко получила путёвку.
- Азия (АФК)

Группа A —  Саудовская Аравия получила путёвку.  Иран вышел в стыковой матч АФК.
Группа B —  Республика Корея получила путёвку.  Япония вышла в стыковой матч АФК.
Стыковые матчи —  Япония получила путёвку.  Иран вышел в стыковой матч АФК/ОФК.
- Океания (ОФК)

 Австралия вышла в стыковой матч АФК/ОФК.

## Стыковые матчи
Команды играли два матча (дома и в гостях). Победитель получал путёвку.
Россия — Италия 1-1, Италия — Россия 1-0
Хорватия — Украина 2-0, Украина — Хорватия 1-1
Ирландия — Бельгия 1-1, Бельгия — Ирландия 2-1
Венгрия — Югославия 1-7, Югославия — Венгрия 5-0

### АФК/ОФК
| 22 ноября 1997 | \| Иран \| 1 — 1 \| Австралия \| \| Азизи, 39 \| Голы \| Кьюэлл, 19 \| | Азади, Тегеран Зрителей: 128 000 Судья: Пьерлуиджи Пайретто |
| Иран           | 1 — 1                                                                  | Австралия                                                   |
| Азизи, 39      | Голы                                                                   | Кьюэлл, 19                                                  |

| 29 ноября 1997        | \| Австралия \| 2 — 2 \| Иран \| \| Кьюэлл, 31 Видмар, 47 \| Голы \| Багери, 75 Азизи, 79 \| | Мельбурн Крикет Граунд, Мельбурн Зрителей: 85 022 Судья: Шандор Пуль |
| Австралия             | 2 — 2                                                                                        | Иран                                                                 |
| Кьюэлл, 31 Видмар, 47 | Голы                                                                                         | Багери, 75 Азизи, 79                                                 |

Счёт по сумме двух матчей был ничейным (3-3),  Иран получил путёвку, забив больше мячей на чужом поле.

## Страны-финалисты
| Команда                      | Финалов | Подряд | Последний финал |
| ---------------------------- | ------- | ------ | --------------- |
| Аргентина                    | 12й     | 7      | 1994            |
| Австрия                      | 7й      | 1      | 1990            |
| Бельгия                      | 10й     | 5      | 1994            |
| Бразилия (ЧМ)                | 16й     | 16     | 1994            |
| Болгария                     | 7й      | 2      | 1994            |
| Камерун                      | 4й      | 3      | 1994            |
| Чили                         | 7й      | 1      | 1982            |
| Колумбия                     | 4й      | 3      | 1994            |
| Хорватия                     | 1й      | 1      | -               |
| Дания                        | 2й      | 1      | 1986            |
| Англия                       | 10й     | 1      | 1990            |
| Франция (ХЧ)                 | 10й     | 1      | 1986            |
| Германия                     | 14й(1)  | 12(1)  | 1994            |
| Иран                         | 2й      | 1      | 1978            |
| Италия                       | 14й     | 10     | 1994            |
| Ямайка                       | 1й      | 1      | -               |
| Япония                       | 1й      | 1      | -               |
| Республика Корея             | 5й      | 4      | 1994            |
| Мексика                      | 11й     | 2      | 1994            |
| Марокко                      | 4й      | 2      | 1994            |
| Нидерланды                   | 7й      | 3      | 1994            |
| Нигерия                      | 2й      | 2      | 1994            |
| Норвегия                     | 3й      | 2      | 1994            |
| Парагвай                     | 5й      | 1      | 1986            |
| Румыния                      | 7й      | 3      | 1994            |
| Саудовская Аравия            | 2й      | 2      | 1994            |
| Шотландия                    | 8й      | 1      | 1990            |
| ЮАР                          | 1й      | 1      | -               |
| Испания                      | 10й     | 6      | 1994            |
| Тунис                        | 2й      | 1      | 1978            |
| США                          | 6й      | 3      | 1994            |
| Союзная Республика Югославия | 1й(2)   | 1      | -(2)            |

Страны-финалисты

(ХЧ) — получила путёвку автоматически, как хозяйка чемпионата.
(ЧМ) — получила путёвку автоматически, как чемпион мира.